# Eburia brevispinis
Eburia brevispinis là một loài bọ cánh cứng trong họ Cerambycidae.